# Suncheon (Coreia do Sul)
Suncheon, na província de Jeolla do Sul, é uma cidade da Coreia do Sul. Está localizado no sudeste da província.

## História
- Samhan: Território de Mahan.
- Três Reinos: um território de Baekje, chamado Gampyeong-gun.
- Silla unificada: nomeada de Seungpyeong-gun em 757, o 16º ano do reinado do rei Gyeongdeok.
- Goryeo':' renomeada de Seungju, em 940, 23º ano de Taejo no trono.
- Goryeo: chamada Seungpyeong-gun em 1036, segundo ano de Seongjong como rei.
- Goryeo: elevada à condição de Seungju-mok em 1309, ano em que Chungseon torna-se rei.
- Taejong estabeleceu Suncheon Dohobu no seu décimo terceiro ano de reinado, 1413.
- Teve seu nome alterado para Suncheon-gun, em 1895, sob o reinado de Gojong.
- 1º de novembro de 1931, torna-se Suncheon-eup.
- 5 de agosto de 1949: Dosa-myeon e parte de Haeryong-myeon (Wangji, Jorye, e Yeonhyang) são anexados por Suncheon em 13 de agosto de 1949. A área é elevada para a cidade de Sunche no dia 15. Outras áreas circundantes são colocadas no distrito de Seungju-gun.
- 1º de janeiro de 1995: renasce como 'Cidade de Suncheon', após ter sido anexada a Seungju-gun.

## Cidades irmãs
As cidades irmãs de Suncheon são:
- Colúmbia
- Jinju
- Yangcheon-gu, Seul
- Iksan

Também mantém relações de amizade com:
- Ningbo
- Dandong
- Nantes